# モンユワ
モンユワ (Monywa) は、ミャンマー中部ザガイン地方域の都市。チンドウィン川東岸に位置する。

## 産業

### 鉱業
郊外に、レパダウン銅山があり、中国の会社が運営している。2014年5月には、環境上の懸念から銅山の操業中止を求める活動家らにより中国人労働者2名が誘拐されている。

### 観光
タウンボッデー寺院など仏教寺院が多数あることを背景に、仏教を主体のテーマパーク（ボディ・タタウン）のほか、ミャンマー最大の立像レーチョン・サチャー・ムニ（約130メートル）が存在する。

## ギャラリー

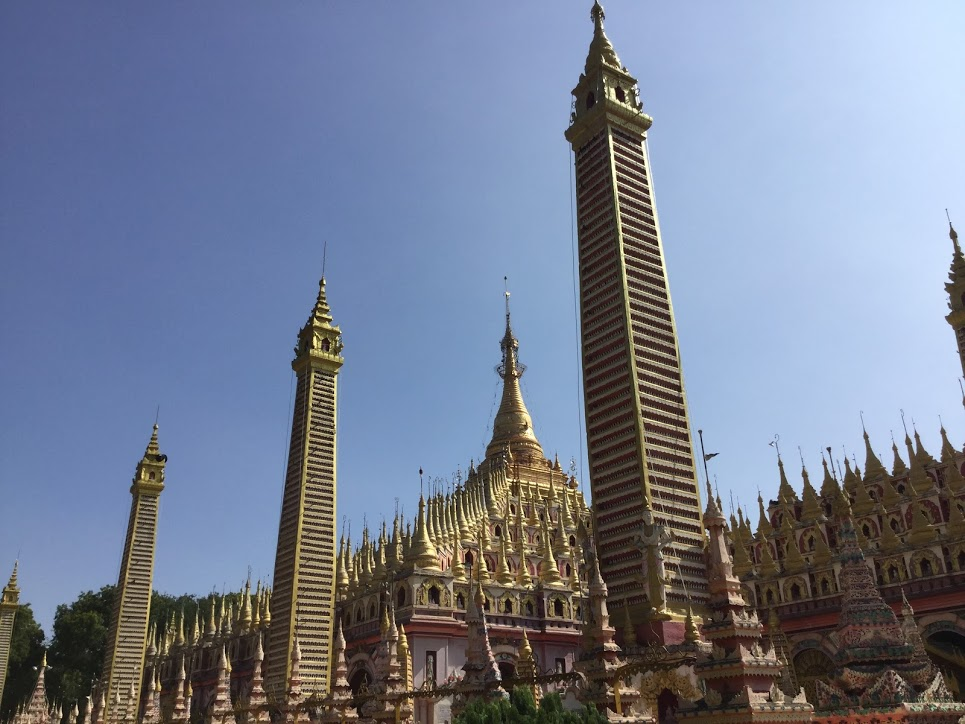
タウンボッデー寺院

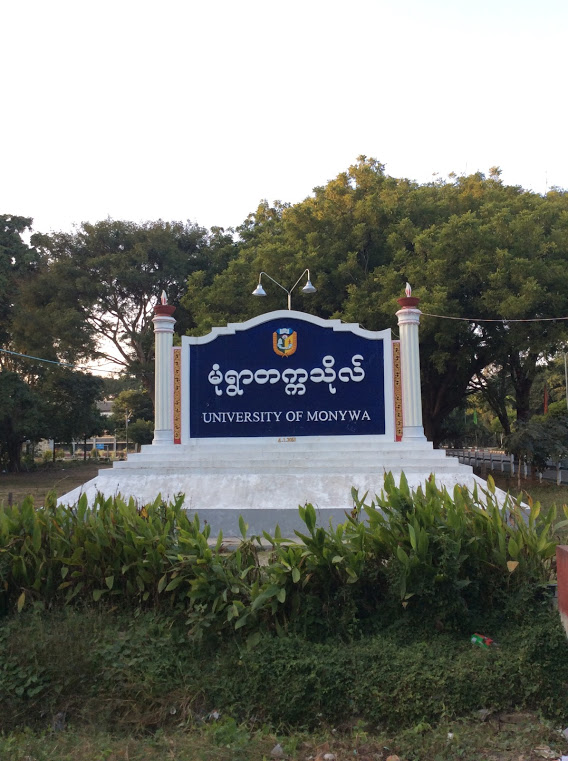
モンユワ大学